# Проховіце
Проховіце (пол. Prochowice, нім. Parchwitz) — місто в південно-західній Польщі, на річці Качава. Належить до Легницького повіту Нижньосілезького воєводства.

## Демографія
Демографічна структура станом на 31 березня 2011 року:
|          | Загалом | Допрацездатний вік | Працездатний вік | Постпрацездатний вік |
| -------- | ------- | ------------------ | ---------------- | -------------------- |
| Чоловіки | 1821    | 375                | 1289             | 157                  |
| Жінки    | 1883    | 334                | 1202             | 347                  |
| Разом    | 3704    | 709                | 2491             | 504                  |